# 전설의 고향 - 1998년
《전설의 고향 - 1998년》은 1998년 7월 6일부터 1998년 8월 11일까지 KBS 2TV에서 방영된 전설의 고향 시리즈 중 1998년판이다. 평균 시청률는 23.2% (당시 MSK 미디어 서비스 코리아)이다.

### 방송 일시
| 방송 채널 | 방송 기간                 | 비고 |
| --------- | ------------------------- | ---- |
| KBS 2TV   | 1998년 7월 6일 ~ 8월 11일 | 종료 |

## 제1화: 묘곡성(猫哭聲)

### 개요
- 방영일 : 1998년 7월 6일
- 극　본 : 박영숙
- 연　출 : 신현수
- 줄거리 : 지네의 독으로 죽은 나비 (고양이)가 고양이로 변한 석이를 용맹스런 수리 (검둥개)가 구한 이야기

### 등장 인물

#### 주요 인물
- 서영진 : 김 서방 역
- 전미선 : 김 서방의 부인 역
- 김성민 (아역) : 석이 (고양이) (김 서방 부인의 아들) 역

#### 그 외 인물
- 안대용 : 허 서방 역
- 박병호 : 스님 역
- 정소희 : 무당 역
- 손영춘

## 제2화: 살생부

### 개요
- 방영일 : 1998년 7월 7일
- 극　본 : 김홍주
- 연　출 : 홍성덕
- 줄거리 : 황대감댁 노마님은 천하의 악인 복태로 하여금 씨받이 모녀를 죽이도록 하지만 후환이 두려워 복태마저 죽인다. 저승으로 끌려가던 복태는 저승사자를 때려눕히고 도망가던 중 삼심할미를 만난다. 애원반 구걸반 새생명을 얻은 복태는 공교롭게도 황대감집 5대독자 은수로 환생한다. 다급해진 저승사자는 황대감을 찾아가 살생부를 들이대며 은수는 잘못 태어난 싸앗이니 은수 아니면 은수 어머니를 택하라고 황대감을 협박한다. 은수와 어머니 사이에서 갈등하던 황대감은 결국 천서방으로 하여금 은수를 죽이라고 지시하는데....

### 등장 인물

#### 주요 인물
- 서인석 : 황 대감 역
- 유태웅 : 전생 복태 / 현생 은수 (황 대감의 아들) 역

#### 그 외 인물
- 김병기 : 저승사자 역
- 금보라 : 삼신할머니 역
- 김소원 : 황 대감의 어머니 역
- 김기현 : 천 서방 역
- 이은주 : 황 대감의 부인 역
- 신수감
- 류금관
- 배민희

## 제3화: 여우골

### 개요
- 방영일 : 1998년 7월 13일
- 극　본 : 이수재
- 연　출 : 이강현
- 줄거리 : 만삭의 홍부인이 부처님 앞에서 무사 출산을 열심히 비는 동안, 남편인 이부자는 사냥을 즐긴다. 근동에서 제일 부자로 소문난 이부자. 그러나 늘 사냥을 하면서 살생을 즐기고 인정머리라곤 털끝만치도 없는 이부자는 여우골에서 백년 묵은 여우의 새끼를 죽인다. 마침내 홍부인이 아들을 출산하고 이부자는 그 아들에게 '오래 살라'는 뜻으로 천수라 이름 짓는다. 한편 이부자는 병이 나서 더 이상 일을 못하게 된 먹쇠내외와 떨 분이를 매정하게 내친다. 결국 분이는 부모를 잃고 산속에 내버려지고... 어느덧 세월이 흘러 20세로 성장한 천수. 남편의 악행으로 마음의 병을 얻은 홍부인은 세상을 떠난지 오래다. 그날도 역시 사냥에 나섰던 이부자는 예전에 자신이 상처를 입혔던 여우를 다시 만나 화살을 명중시키는데...

### 등장 인물

#### 주요 인물
- 노현희 : 분이 (흑여우) 역
- 김진태 : 이 부자 (천수의 아버지) 역
- 이세창 : 천수 역
- 안해숙 : 홍 부인 (천수의 어머니) 역

#### 그 외 인물
- 손종범 : 먹돌이 역
- 서동수 : 머슴 역
- 노민우 : 어린 천수 역
- 이한나 (아역) : 어린 분이 역
- 김용백 : 부처님 역 (목소리 출연)

## 제4화: 씨받이

### 개요
- 방영일 : 1998년 7월 14일
- 극　본 : 홍영희
- 연　출 : 전성홍
- 줄거리 : 가문의 대를 잇기 위해서 억울하게 죽음을 당한 진이 낭자의 이야기

### 등장 인물

#### 주요 인물
- 나경미 : 진이 역
- 반효정 : 양반의 어머니 역
- 박진성 : 양반
- 최정원 : 양반의 본 부인 역

#### 그 외 인물
- 서갑숙 : 유모 역
- 손호균 : 자객 역

## 제5화: 저승에서 핀 꽃

### 개요
- 방영일 : 1998년 7월 20일
- 극　본 : 이현재
- 연　출 : 전기상
- 줄거리 : 남주인공은 양반 출신으로 홀어머니를 모시며 살고 있다. 양반 출신임에도 가난해 산에서 장작을 패며 생계를 이어간다. 어머니는 짝 없이 살아가는 아들을 걱정하지만 아들은 그런 걱정 말라고 한다. 하지만 외로운 건 사실.. 그러던 중 산에서 나무를 패던중 아리따운 여인을 만나게된다.

### 등장 인물

#### 주요 인물
- 김규철 : 청송 역
- 김유리 : 수인 (산삼) 역

#### 그 외 인물
- 홍영자 : 청송의 어머니 역
- 이원용 : 황 부자 역
- 박칠용 : 의원 역

## 제6화: 죽귀(竹晷)

### 개요
- 방영일 : 1998년 7월 21일
- 극　본 : 김성중
- 연　출 : 강일수
- 줄거리 : 대나무에서 억울하게 죽음을 당한 연이 낭자의 이야기

### 등장 인물

#### 주요 인물
- 안연홍 : 연이 역
- 최종환 : 남석 역
- 안병경 : 연이의 아버지 역
- 손종범 : 먹쇠 역

#### 그 외 인물
- 이계인 : 지나가는 나무꾼 역
- 이계영 : 칠복 역
- 이한위 : 춘보 역

## 제7화: 방울소리

### 개요
- 방영일 : 1998년 7월 27일
- 극　본 : 정성희
- 연　출 : 윤창범
- 줄거리 : 자신을 죽인 새어머니를 용서하고 개심시킨 경상남도 합천 지역에 전해오는 이 얘기는, 자신의 피붙이만을 소중히 여기는 우리들에게 진정한 가족애의 본질이 어디 있는지 일깨워주는 전설이라 하겠다.[2]

### 등장 인물

#### 주요 인물
- 고호경 : 난이 역
- 이미지 : 난이의 새어머니 역
- 이낙훈 : 난이의 아버지 역
- 최재성 : 성재 (새어머니의 동생) 역
- 김지선 (아역) : 연이 역
- 김성찬 : 무당 역

#### 그 외 인물
- 한현배
- 기정수
- 강태기
- 조양자 : 유모 역
- 이제신
- 한범희 : 난이의 남편 역

## 제8화: 조강지처

### 개요
- 방영일 : 1998년 7월 28일
- 극　본 : 박영숙
- 연　출 : 신현수
- 줄거리 : 월이와 천둥은 부모를 잃고 가업인 길쌈과 염색으로 넉넉한 생계를 꾸려가고 있었고 역모사건에 휘말려 몰락해버린 양반인 김생과 노모 이씨 그리고 여동생 옥이는 그 마을에 들어와 초상화 그리는 일로 겨우 연명하며 살아가고 있다. 얼마 후 김생과 월이는 한 눈에 반하게 되고 혼인을 한다. 비록 몰락했다고는 하나 양반집에 상민 며느리를 들일 수밖에 없는 이씨는 불편한 심기를 감추려 하지 않지만 어쩔 수 없이 혼인을 허락하는데...

### 등장 인물

#### 주요 인물
- 전미선 : 월이 역
- 최성국 : 김생 (월이의 남편) 역
- 원경일 (아역) : 어린 천둥 역
- 고정일 : 천둥 (월이의 남동생) 역
- 김석옥 : 시어머니 이씨 역

#### 그 외 인물
- 차기환 : 돌쇠 역
- 문수인 : 시누이 옥이 (김생의 여동생) 역
- 장희진 : 매파 역
- 조정국 : 하인 역
- 강영하 : 아낙 역
- 한유정 : 아낙 역
- 박미연 : 아낙 역
- 고가령 : 김생의 새 부인 역
- 이한나 (아역) : 어린 시누이 역

## 제9화: 귀면살풍(鬼面殺風)

### 개요
- 방영일 : 1998년 8월 3일
- 극　본 : 홍순목
- 연　출 : 홍성덕
- 줄거리 : 어느밤 마을 뒷산에서 박선비가 낙상으로 목숨을 잃는 사고가 발생한다. 안성고을의 덕 있는 선비 윤진사의 아들인 정운 도령은 아버지의 친구인 박진사의 죽음이 단순사고가 아니라 살인사건임을 직감하고 그 죽음에 관심을 갖는다. 어느날 저잣거리를 걷던 정운은 거리에서 정신을 빼앗길 만큼 아름다운 여인을 발견한다. 여인이 남긴 염낭을 소중히 간직하며 여인을 그리워 하는 정운.. 그러나 아버지 윤진사와 동문수학한 친구인 송장의가 다시 원귀에게 변을 당할 뻔한 일이 일어나고...

### 등장 인물

#### 주요 인물
- 정동환 : 윤 진사 (정훈의 아버지) 역
- 이종수 : 정훈 역
- 최강희 : 이령 역
- 사현진 : 최 선비의 부인 (이령의 어머니) 역
- 백준기 : 병산 역
- 이일재 : 이령의 오빠 역

#### 그 외 인물
- 권기선 : 기생 역
- 신동훈 : 박 진사 역
- 김지연 : 병산의 딸 역

## 제10화: 손각시

### 개요
- 방영일 : 1998년 8월 4일
- 극　본 : 이수재
- 연　출 : 이강현
- 줄거리 : 의붓 오빠 때문에 억울하게 죽임을 당한 향이 낭자의 이야기

### 등장 인물

#### 주요 인물
- 이재은 : 향이 역
- 강인덕 : 소금 장수 역
- 이지형 : 황백삼 (윤용수) (향이의 의붓 오빠) 역
- 조양자 : 향이의 어머니
- 박칠용 : 윤 진사 (향이의 아버지) 역
- 장순국 : 사또 역

#### 그 외 인물
- 서상익
- 이원발

## 제11화: 천녀도(天女圖)

### 개요
- 방영일 : 1998년 8월 10일
- 극　본 : 김성중
- 연　출 : 전성홍
- 줄거리 : 절에 있는 벽화 '지옥도'에 대한 이야기

### 등장 인물

#### 주요 인물
- 이현경 : 천녀 (늑대) 역
- 박진성 : 운봉 역
- 박병호 : 스님 역

#### 그 외 인물
- 손호균 : 사냥꾼 역

## 제12화: 접포(蝶布)

### 개요
- 방영일 : 1998년 8월 11일
- 극　본 : 황성연
- 연　출 : 전기상
- 줄거리 : 이씨가문의 장남이 갑작스런 괴질로 죽게되자 소현은 어쩔 수 없이 처녀시집을 오게된다. 이진사는 아들의 죽음이 며느리 탓이라고 생각하고 그녀가 남은 세월동안 정절을 지킬 수 있을지 의심한다. 가문의 명예를 지키기 위해 생각한 것이 자객을 시켜 그녀가 자결한 것처럼 꾸미는 것.. 남편의 무덤을 찾은 소현을 자객이 덮친 순간 부근을 지나가던 성문이 소현을 구한다. 이진사는 성문이 자신의 음모를 알아채자 둘을 함께 죽이기로 결심하는데..

### 등장 인물

#### 주요 인물
- 김광필 : 성문 역
- 채정안 : 소현 역
- 신귀식 : 이 진사 (성문의 새아버지) 역
- 서우림 : 성문의 어머니 역
- 양영준 : 스님 역

#### 그 외 인물
- 정휘석 : 이 진사의 아들 역